# Ourense (provins)
Ourense (galiciska; spanska: Orense) är en provins i nordvästra Spanien. Den ligger i den sydöstra delen av den autonoma regionen Galicien. 
Provinsen gränsar till provinserna Pontevedra i väster och Lugo i norr, León och Zamora i öst samt i söder till Portugal. Provinsens huvudstad är Ourense.
Ourense har en yta av 7 280 km², och den totala folkmängden uppgick år 2013 till 326 700. Provinsen är indelad i 92 kommuner, municipios.

## Källhänvisningar
1. 1 2  "Ourense". NE.se. Läst 26 oktober 2014.